# Encanamento

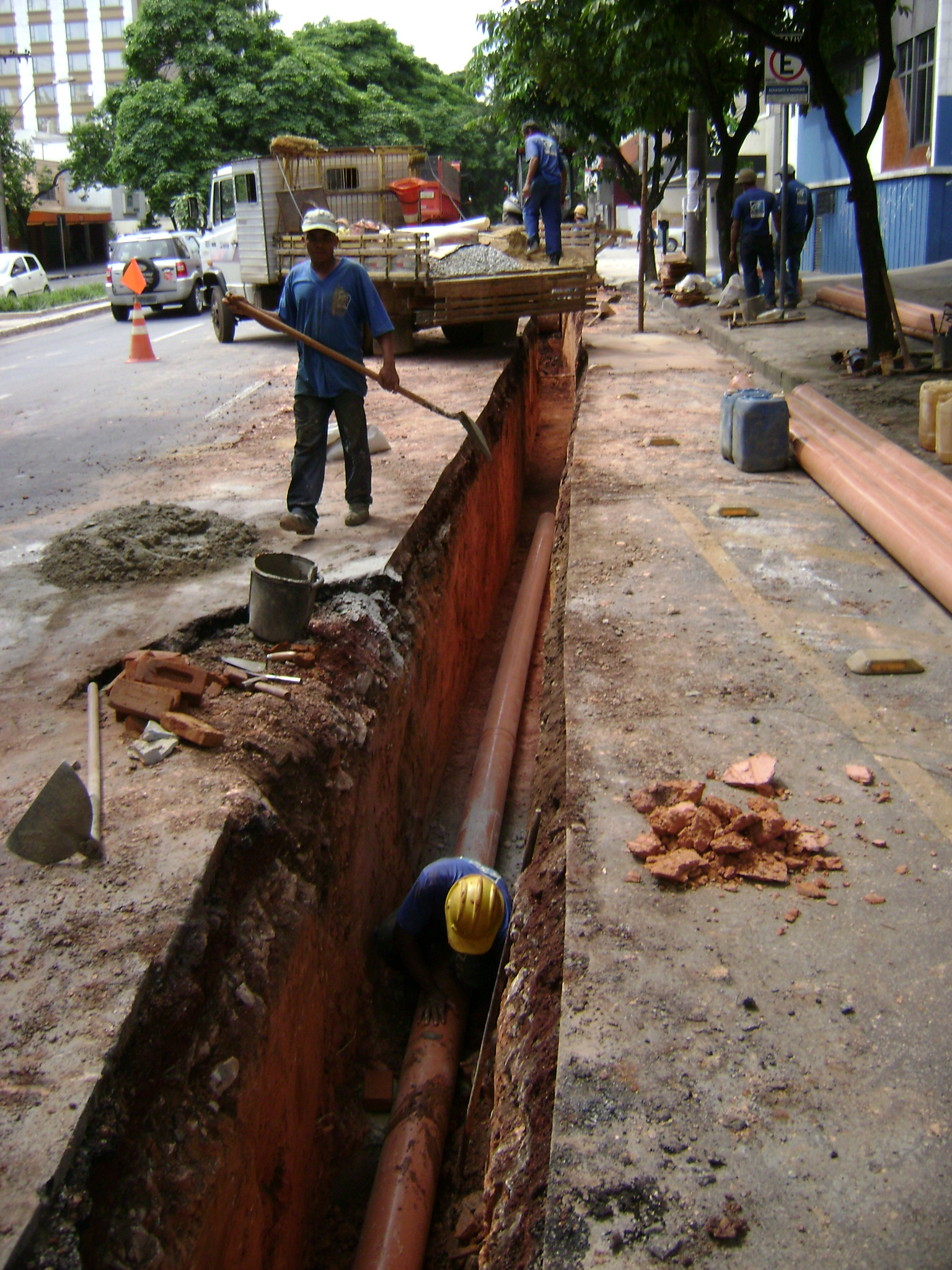
Trabalhadores realizando manutenção do encanamento, na avenida do Contorno, em Belo Horizonte

Encanamento ou canalização é a construção ou estrutura de transporte de algo através de tubos ou canos. O cano tem que ser de um material resistente o suficiente para aguentar a pressão do material transportado, que geralmente é líquido.
Em urbanismo é usado no contexto de encanamentos de abastecimento de por exemplo gás e de água potável às habitações, drenagem esgotos, e encanamentos para proteger fios elétricos de alta-tensão. Pode ser implantado tanto no subsolo quanto no térreo (piso).
Os profissionais que trabalham com encanamentos/canalizações são designados encanadores ou canalizadores.